# Communauté genevoise d'action syndicale
 (février 2022).
La communauté genevoise d'action syndicale (CGAS), créée en 1961, est l'organisation faîtière des syndicats du canton de Genève. Elle réunit l'ensemble des syndicats du canton, de quelque obédience qu'ils soient, ce qui est unique en Europe[réf. nécessaire].

## Composantes
Les syndicats représentés au sein de la CGAS sont les suivants:
- APC - Association du personnel de la Confédération
- ASEB - Association suisse des employés de banque
- ASPAS - Association suisse des professionnels de l’action sociale
- GaraNto - syndicat du personnel des douanes et des gardes-frontière
- Hotel et Gastro Union
- kapers - cabin crew union (syndicat des hôtesses de l'aviation))
- New Wood - syndicat des Nations unies
- SEC - Société des employés de commerce
- SEV - Syndicat du personnel des transports : LPV (locomotives). RPV (personnel de la manœuvre), SBV (personnel de l'exploitation et de la vente)), TPG (Transports publics genevois), ZPV - Léman
- SIT  - Syndicat interprofessionnel de travailleuses et travailleurs
- SSM - Syndicat suisse des mass-media
- SSP/VPOD - Syndicat des services publics
- Syna - syndicat chrétien multi-professionnel
- Syndicom - Syndicat de la communication et des medias
- Transfair - syndicat chrétien du personnel des services publics
- UNIA - syndicat multi-professionnel
- USDAM - Union suisse des artistes musiciens

## Manifestation
En 2020, au début de la pandémie de Covid-19 en Suisse, le Conseil fédéral a décrété une interdiction générale de manifester. La Communauté genevoise d’action syndicale a été contrainte d'annuler le cortège du 1er mai pour la journée internationale des travailleurs. En 2022, la Cour européenne des droits de l'homme a jugé que c'était une limitation disproportionnées de la liberté de réunion,.